# Vodljivost
Vodljivost je fizikalna veličina koja opisuje utjecaj materijala na prijenos električnoga naboja, topline ili magnetskoga polja.

## Električna vodljivost
Električna vodljivost (znak G) električnog vodiča od homogenoga materijala duljine l, ploštine poprječnoga presjeka S, dana je izrazom:
{\displaystyle G=\gamma \cdot {\frac {S}{l}}}
gdje je: γ - električna vodljivost materijala; recipročna je vrijednost električnoga otpora; mjerna je jedinica simens (S).
Električna vodljivost može se odrediti i kao omjer jakosti električne struje i napona ako su oni nepromjenljivi s vremenom (istosmjerna električna struja i napon), a obrnuto je proporcionalna električnom otporu:
{\displaystyle G={\frac {I}{U}}={\frac {1}{R}}}
gdje je: I - jakost električne struje, U - električni napon, R - električni otpor.

## Toplinska vodljivost
Toplinska vodljivost (znak G) opisuje prijenos topline kroz tvar vođenjem, količnik je toplinskoga toka (ɸ) kroz tvar i temperaturne razlike ΔT između dviju točaka:
{\displaystyle G={\frac {\phi }{\Delta T}}}
recipročna je vrijednost toplinskoga otpora; mjerna je jedinica vat po kelvinu (W/K).
Toplinska vodljivost tvari jednaka je količini topline koju provodi kroz jedinicu površine, u jedinici vremena, pri standardnim uvjetima, a da se pritom vrijednost temperature smanji za jedan stupanj (1 K) na jedinici puta u smjeru strujanja topline. Ovisi o svojstvima tvari koja provodi toplinu. Jedinica za toplinsku vodljivost je W/mK:
{\displaystyle {\frac {\Delta Q}{\Delta t}}=-kS{\frac {\Delta T}{\Delta x}}}
gdje je: Q - količina prenesene topline (J/s = W), t - proteklo vrijeme (s), k - koeficijent toplinske vodljivosti (W/mK) (ovaj faktor se obično mijenja s temperaturom, ali promjena može biti mala, nad nekim značajnim opsegom temperatura, za neke materijale), S - ploštine poprječnoga presjeka (m2), {\displaystyle \Delta T} - temperaturna razlika između krajeva (K), {\displaystyle \Delta x} - udaljenost među krajevima (m).

## Magnetska vodljivost
Magnetska vodljivost (znak Λ) šipke ili žice, ploštine poprječnoga presjeka S i duljine l, dana je izrazom: 
{\displaystyle \Lambda =\mu \cdot {\frac {S}{l}}}
gdje je: μ - magnetska permeabilnost; recipročna je vrijednost reluktancije (magnetskoga otpora) magnetskoga kruga; mjerna je jedinica henri (H).

## Supravodljivost
Supravodljivost je stanje pojedinih tvari koje se na niskim temperaturama očituje u nestanku njihova električnoga otpora, prolasku električne struje kroz tanku izolatorsku barijeru unutar njih bez električnoga otpora (Josephsonov učinak - Brian Josephson) i lebdenju magneta iznad njihove površine (Meissnerov učinak - Walther Meissner). Supravodǉivost je kvantnomehanička pojava i ne može se objasniti klasičnom fizikom. Tipično nastaje u nekim materijalima na jako niskim temperaturama (nižim od -200 °C).